# Ilaisa Droasese
Pas d'image ? Cliquez ici

a Compétitions nationales et continentales officielles uniquement.

b Matchs officiels uniquement.
Dernière mise à jour le 14 février 2025.
Ilaisa Droasese, né le 13 septembre 1999 à Togavere (Fidji), est un joueur international fidjien de rugby à XV évoluant principalement au poste d'arrière avec les Fijian Drua en Super Rugby. 

## Biographie

### Jeunesse et formation
Au départ, à l'école primaire, il participe à des compétitions de football en tant qu'attaquant. À l'âge de 14 ans, entré au Cucu College, il se passionne pour le rugby et sa capacité au niveau du jeu au pied se trouve utile en tant qu'arrière. 
Il est repéré en Australie par l'Academy des Queensland Reds et joue pour les West Brisbane Bulldogs chez les juniors.

### Carrière en club
Polyvalent dans la ligne d'arrière, Ilaisa Droasese fait partie de l'effectif de Brisbane City dans le National Rugby Championship en 2019 mais il ne dispute pas de rencontre.
Finalement, il fait ses débuts au plus niveau en 2021 en intégrant l'effectif des Queensland Reds pour le Super Rugby et dispute son premier match contre les Waratahs, contre qui il marque également son premier essai. Avec les Reds, il est utilisé aux postes d'ailier et de centre.
En 2022, il rejoint l'équipe des Fijian Drua pour la saison 2022 de Super Rugby et se spécialise en tant qu'arrière.

### En équipe nationale
Il est sélectionné pour le Championnat du monde junior 2019 avec l'équipe des Fidji des moins de 20 ans.
Ilaisa Droasese obtient sa première cape internationale avec les Flying Fijians en 2023 contre les Samoa lors d'un test match.
En août 2023, il est retenu dans le groupe de 33 joueurs sélectionnés pour participer à la Coupe du monde en France. Durant le Mondial, il prend part à quatre rencontres des Fidji en tant que titulaire, y compris le quart de finale contre l'Angleterre.

## Statistiques en équipe nationale
- 8 sélections avec les Fidji depuis 2023, 6 en tant que titulaire[3].
- Participation à la Coupe du monde 2023 (4 matchs).

## Palmarès
Néant